# 8
Cette page concerne l'année 8  du calendrier julien. Pour l'année 8 av. J.-C., voir 8 av. J.-C. Pour le nombre 8, voir 8 (nombre).
L'année 8 est une année bissextile qui commence un dimanche.

## Événements
- 1er janvier, Empire romain : début du consulat de Marcus Furius Camillus et Sextus Nonius Quinctilianus[1]. Lucius Apronius, consul suffect.
- 3 août : victoire de Tibère en Illyrie lors de la grande révolte illyrienne[2]. Le chef des rebelles de Pannonie Bato le Breuce, accusé de trahison après avoir livré des otages aux Romains, est capturé et exécuté par ordre de Bato de Dalmatie. Marcus Plautius Silvanus ravage la Pannonie et obtient la soumission de plusieurs tribus[3].
- Automne : le poète romain Ovide, alors à Elbe, est relégué sur les bords de la mer Noire à Tomis (actuelle Constanţa), où il arrive durant l'été ou l'automne suivant[4]. Après avoir achevé les Métamorphoses, il entreprend les Fasti, six livres qui décrivent les six premiers mois de l'année et fournissent des informations précieuses sur le calendrier romain.
- Création d'un préfet de l'annone à Rome[5].
- Julia Vipsania, fille de Marcus Vipsanius Agrippa et de Julia, soupçonnée d’adultère avec D. Junius Silanus, est exilée sur l'île de Pandateria[3].
- Les deux souverains bretons Dumnovellaunus et Tincomarus fuient à Rome demander de l'aide à l’empereur Auguste.

## Naissances en 8
- Paul de Tarse

## Décès en 8
- Marcus Valerius Messalla Corvinus, orateur et général romain.